# شراره خورشیدی
شرارهٔ خورشیدی از انفجار بزرگ در اتمسفر خورشید به وجود می‌آید و باعث آزاد شدن انرژی در حد شش ضربدر ۱۰ بتوان 30 ژول می‌شود. (که در حدود یک‌ششم انرژی خروجی از سطح خورشید در هر دقیقه است)
این پدیده در سایر ستارگان هم دیده می‌شود که به آن‌ها نیز شرارهٔ ستاره‌ای گفته می‌شود. شرارهٔ خورشیدی کلیهٔ لایه‌های سطح خورشید شامل شیدسپهر، تاج خورشیدی و فام‌سپهر) را مورد تأثیر قرار می‌دهد و باعث گرم شدن پلاسما تا چندین میلیون درجهٔ کلوین می‌شود. همچنین باعث سرعت یافتن الکترون‌ها، پروتون‌ها و ین‌های سنگین تا نزدیکی سرعت نور می‌شود. همچنین اشعه‌ای را تولید می‌کند و لایه‌های الکترومغناطیس را ایجاد می‌کند که شامل کلیهٔ امواج الکترومغناطیس می‌باشد. از امواج رادیویی تا اشعهٔ گاما. شراره‌ها خود را از آزادسازی انرژی مغناطیسی ذخیره‌شده در تاج خورشیدی تغذیه می‌کنند.

## تأثیرها
اشعهٔ ایکس و اشعهٔ ماورای بنفش می‌توانند روی یون‌کره تأثیر بگذارند و تولید امواج ارتباطی با طول موج بالا بنمایند که این این امواج می‌تواند باعث اختلال در رادارها و تجهیزاتی که با فرکانس کار می‌کنند بشود. شرارهٔ خورشیدی برای نخستین‌بار در روی خورشید توسط ریچارد کریستوفر کارینگتون و همچنین توسط ریچارد هدسون در سال ۱۸۵۹م مشاهده گردید. همچنین شرارهٔ ستارگان در روی بسیاری از ستارگان دیده شده‌است. فرکانس‌های به وجود آمده از شراره‌های خورشیدی مختلف است. از ۱ روز زمانی که خورشید در حالت فعال قرار دارد تا ۱ بار در هفته زمانی که سطح خورشید آرام است تغییر می‌کند همچنین این نوع طوفان بر شبکه‌های برق رسانی و ماهواره‌ها و تجهیزات الکترونیکی تأثیر می‌گذارد و موجب از کارافتادن آنها می‌شود.